# Nephrodium strigosum
Nephrodium strigosum là một loài thực vật có mạch trong họ Dryopteridaceae. Loài này được (Fée) Jenman miêu tả khoa học đầu tiên năm 1896.